# Elroy Chester
Elroy Chester (14. juni 1969 - 12. juni 2013) var en indsat amerikansk fange på Texas dødsgang, der blev henrettet på Huntsville Unit, Huntsville, Texas, to dage før sin 44. fødselsdag. Han blev dømt i 1998 for at skyde Willie Ryman III, en brandmand i Port Arthur, Texas. Det gjorde han, efter at have voldtaget Rymans to niecer. Han havde tilstod fire andre drab,  og hans DNA var knyttet til tre voldtægter, herunder mod en ti-årig pige.  Efter hans anholdelse, sagde han, at han har begået disse forbrydelser, fordi hans sind "med had til hvide mennesker." Hans død var oprindeligt planlagt til udførelse den 24. april, men på grund af en fejl i dødsdommen, blev datoen udskudt. 